# 小松島港臨時乘降場
小松島港臨時乘降場（日语：／ Komatsushimakō Karijōkō-ba */?）是位於德島縣小松島市小松島町，日本國有鐵道（國鐵）小松島線的臨時乘降場（廢站）。此臨時乘降場也會被稱為「小松島港站」。
在日本國鐵車站中，「港」通常的平假名通常都是，但此臨時乘降場則為。

## 歷史
- 1940年（昭和15年）3月15日：在小松島站站內開設此臨時乘降場[1]。
- 1985年（昭和60年）3月14日：小松島線全線廢除，此臨時乘降場也被廢除[1]。

## 臨時乘降場構造
此臨時乘降場是由四國總局設置，正式來說是位於小松島站站內。在時間表中會以臨時站標示此臨時乘降場。另外，此臨時乘降場設有營業距離，而臨時乘降場與小松島站之間的營業距離為0.0公里，實際距離是0.3公里。
乘客可於此臨時乘降場步行至鄰接的小松島港，再轉乘渡輪或輪船前往大阪和和歌山。此臨時乘降場設有1面1線的單式月台和機走線。
在售票處中出售硬式車票（包含乘車票和入場票），在附近設有販賣竹竹輪的地方。另外，在此臨時乘降場發售的乘車票或入場票的票面會印上「小松島站發行」。

## 臨時乘降場周邊
- 小松島港
- 南海渡輪（日语：南海フェリー）
- 小松島渡輪（日语：小松島フェリー）
- 關西汽船（日语：関西汽船）

## 臨時乘降場遺址
在臨時乘降場廢除後，月台經過一些改建後變為巴士站。後來由於需要建設渡輪碼頭而被遷移。另外，此臨時乘降場鄰接的南海渡輪碼頭在1999年（平成11年）從小松島港遷移至德島港客輪碼頭。現時小松島港沒有任何定期客運航班。

## 相鄰車站
日本國有鐵道
小松島線
小松島－小松島港臨時乘降場

## 注腳

## 相關項目
- 日本鐵路車站列表 Ko